# Фетишизъм към гърди
Фетишизмът към гърди е сексуално влечение към женски гърди – тяхната форма, движение и най-вече размер. Този тип фетишизъм е сравнително разпространен сред мъжете в Америка, Европа и Япония. Като всеки друг фетишизъм или парафилия, и фетишизмът към гърди може да се превърне в психологичен проблем, когато се развие в трайно и силно влечение и дори се превърне в единствен стимул за сексуална възбуда. 
Фетишизмът към гърди на практика е сексуална парафилия. Той може и да е част от здрава връзка.